# August Scharnagl
August Scharnagl (* 1. Juli 1914 in Straubing; † 3. August 2007 ebenda) war ein deutscher Musikpädagoge und Musikforscher.

## Leben
Er studierte an der Kirchenmusikschule Regensburg und 1934/35 an der Universität München Philosophie, Geschichte und Musikwissenschaft bei Alfred Ottokar Lorenz und Otto Ursprung, 1935–1939 am Staatskonservatorium für Musik in Würzburg und gleichzeitig an der Universität Würzburg Musikwissenschaft bei Oskar Kaul. Nach den beiden Staatsexamina (Würzburg 1938 und 1939) promovierte er 1940. Er war von 1939 bis 1975 Musikerzieher an bayerischen Gymnasien.
1985 erhielt er das Bundesverdienstkreuz am Bande.

## Schriften (Auswahl)
- Johann Franz Xaver Sterkel. Ein Beitrag zur Musikgeschichte Mainfrankens. Würzburg 1943.
- Einführung in die katholische Kirchenmusik. Wilhelmshaven 1980, ISBN 3-7959-0126-X.